# Ali (Film)
Ali ist eine Filmbiografie von Michael Mann aus dem Jahr 2001, die sowohl von den sportlich als auch den persönlich wichtigsten Lebensabschnitten des US-amerikanischen Weltklasseboxers Muhammad Ali (1942–2016) erzählt. Die Hauptrolle übernahm Will Smith, der dafür eine Oscar-Nominierung bekam.

## Handlung
Der Film zeigt den sportlichen Aufstieg Muhammad Alis, der mit seinem ersten Gewinn der Box-Weltmeisterschaft im Schwergewicht gegen Sonny Liston im Jahr 1964 begann, bis zum legendären Boxkampf Rumble in the Jungle gegen George Foreman, der 1974 in Zaire stattfand.
Während dieser zehn ereignisreichsten und prägendsten Jahre im Leben des Boxchampions fand er zu seiner neuen Identität als afroamerikanischer Muslim, der das Erbe der Sklaverei abgeschüttelt hat. Am Anfang erfährt man von seinem Bezug zu dem Führer der Bürgerrechtsbewegung Malcolm X und wie er sich von ihm distanzierte. Ali kämpfte erfolgreich gegen die Einberufung zum Vietnamkrieg, was beinahe das Ende seiner Karriere bedeutet hätte. Vor allem aber ging er bis zum Äußersten, um sich im Kampf gegen seine Gegner durchzusetzen, die er stets auch verbal bekämpfte. So endet der Film nicht nur mit dem größten Triumph Muhammad Alis, sondern auch zum Zeitpunkt, da er zu einer weltweit bekannten Ikone des aufrichtig geführten Kampfs geworden ist. Auch wird auf sein gespaltenes Verhältnis zu Frauen eingegangen. Für seine erste sehr kurzentschlossen eingegangene Ehe forderte er, dass Sonji, die Braut, zum Islam konvertiert. Die Ehe scheitert jedoch, weil Sonji sich nicht an die von Ali geforderte islamische Kleiderordnung halten möchte. Der Film endet mit dem noch unentschiedenen „Kampf“ seiner eigens nach Zaire angereisten zweiten muslimischen Frau, die ihn nicht verlieren will, nachdem eine seiner Affären öffentlich geworden ist.

## Hintergrund
Der Regisseur Michael Mann wollte diese spezielle Biografie möglichst akkurat inszenieren, um nachgeborenen Generationen den Stellenwert Alis zu vergegenwärtigen. Dazu wurden viele Zeitzeugen beratend hinzugezogen, wurde möglichst an Originalschauplätzen gedreht, und der Hauptdarsteller Will Smith, der sich anfangs nicht vorstellen konnte, je in die Rolle eines seiner Idole zu schlüpfen, musste ein mehrmonatiges Fitness-, Box- und Dialekttraining absolvieren, sich mit den Lehren des Koran vertraut machen und einiges an Körpermasse zulegen.

## Ausstrahlung in Deutschland
Am 29. Juli 2005 strahlte RTL II den Film in deutscher Free-TV-Premiere zur Prime Time aus. Den Film sahen 1,18 Millionen Zuschauer der werberelevanten Zielgruppe, was einen Marktanteil von 13,4 Prozent bedeutet. Die Gesamtzuschaueranzahl betrug 1,64 Millionen Zuschauer bei einem Marktanteil von 7,40 Prozent.

## Auszeichnungen
Oscars 2002
- Bester Hauptdarsteller (Will Smith) nominiert
- Bester Nebendarsteller (Jon Voight) nominiert

Golden Globes 2002
- Bester Hauptdarsteller – Drama (Will Smith) nominiert
- Bester Nebendarsteller (Jon Voight) nominiert
- Beste Filmmusik Pieter Bourke, Lisa Gerrard nominiert

MTV Movie Awards 2002
- Best Male Performance (Will Smith) gewonnen

Black Reel Awards 2001
- Bester Nebendarsteller – Jamie Foxx
- Beste Nebendarstellerin – Nona Gaye
- Bester Original-Soundtrack
- Bester Hauptdarsteller – Will Smith
- Bester Filmsong – Everlast – „The Greatest“
- Bestes Drehbuch – Gregory Allen Howard
- Bester Film
- Bestes Filmposter

Broadcast Film Critics Association
- Bester Hauptdarsteller – Will Smith
- Bester Nebendarsteller – John Voight
- Bester Film

NAACP Image Awards
- Bester Hauptdarsteller – Will Smith
- Bester Nebendarsteller – Mario Van Peebles (Nominiert)
- Bester Nebendarsteller – Jamie Foxx
- Beste Nebendarstellerin – Jada Pinkett Smith (Nominiert)
- Bester Film

Phoenix Film Critics Society Awards
- Bester Schnitt – William Goldenberg, Lynzee Klingman, Stephen E. Rivkin, Stuart Waks

Chicago Film Critics Association Awards 2001
- Bester Nebendarsteller – Jon Voight

ESPY Awards
- Best Sports Movie ESPY Award

## Kritiken
Ali erhielt ein gutes Presseecho, was sich auch in den Auswertungen US-amerikanischer Aggregatoren widerspiegelt. So erfasst Rotten Tomatoes mehrheitlich positive Besprechungen und ordnet den Film dementsprechend als „Frisch“ ein. Laut Metacritic fallen die Bewertungen im Mittel „Grundsätzlich Wohlwollend“ aus. Es folgen einige repräsentative Pressestimmen:

„Die anfangs vielschichtige Annäherung an eine komplexe Persönlichkeit verflacht im Verlauf des überlangen Films und wird vor allem den politischen und weltanschaulichen Dimensionen im Leben Alis nicht ausreichend gerecht. Die minutiös im Detail nachinszenierten Boxkämpfe stehen wie Buchstützen zwischen verschiedenen Kapiteln einer Biografie, der es auch an filmischer Energie und Spontanität fehlt.“

„In der internationalen Kritik umstritten, schwanken die Aussagen zwischen ‚verschenkt‘ und ‚grandios‘. Die Wahrheit liegt wohl irgendwo dazwischen. Ali ist mit Sicherheit kein schlechter Film, im Gegenteil, sogar ein guter, der trotzdem Schwächen offenbart, die aber durch die unbestreitbare optische Brillanz und starke Schauspiel-Leistungen wieder ins Lot gebracht werden.“

„Ali ist ein Film, der wenig erklärt, ein Film der Offenheiten und Leerstellen. Stattdessen ein Film, der etwas zeigt und erfahrbar macht. Ein großer Film über den Mann, der sich selbst ‚der Größte‘ nannte; ein Film, der bleiben wird.“